# Ataeniopsis regulus
Ataeniopsis regulus är en skalbaggsart som beskrevs av Vladimir Balthasar 1947. Ataeniopsis regulus ingår i släktet Ataeniopsis och familjen Aphodiidae. Inga underarter finns listade.